# 큰이집트저빌
큰이집트저빌(Gerbillus pyramidum)은 황무지쥐아과에 속하는 설치류의 일종이다. 아프리카 북부 전역과 이스라엘에서 주로 발견된다.